# Chiesa Anglicana di St. Mark
La chiesa Anglicana di St. Mark è un luogo di culto protestante del centro storico di Firenze, situato in via Maggio 16-18, zona Oltrarno.

## Storia e descrizione
La chiesa si trova in due palazzi unificati a livello del piano terreno (e degli interni) con un fronte ottocentesco che echeggia motivi propri della tradizione rinascimentale. Era qui nell'Ottocento un palazzo a sua volta nato dall'unione di almeno due case medievali, ritenute a torto o a ragione l'antica ed originaria dimora dei Machiavelli (che comunque vi risiedevano alla metà del Cinquecento), e che presentava "un prospetto su via Maggio ed un altro lungo la via del Presto di San Martino, maggiormente sviluppato in quanto si dilatava a comprendere anche una porzione della casa contigua verso nord". Nel 1880 questo immobile fu acquistato dal reverendo Charles Tooth, cappellano della chiesa anglicana, per dare una sede alla comunità inglese fiorentina vicina al movimento anglo cattolico. 
Questa parte della popolosa comunità inglese, che non si riconosceva nell'orientamento della Trinity Church (la prima chiesa anglicana costituitasi a Firenze), si sciolse dalla chiesa madre nel 1877, stabilendo inizialmente la nuova sede in via dei Serragli, presso palazzo Del Rosso.

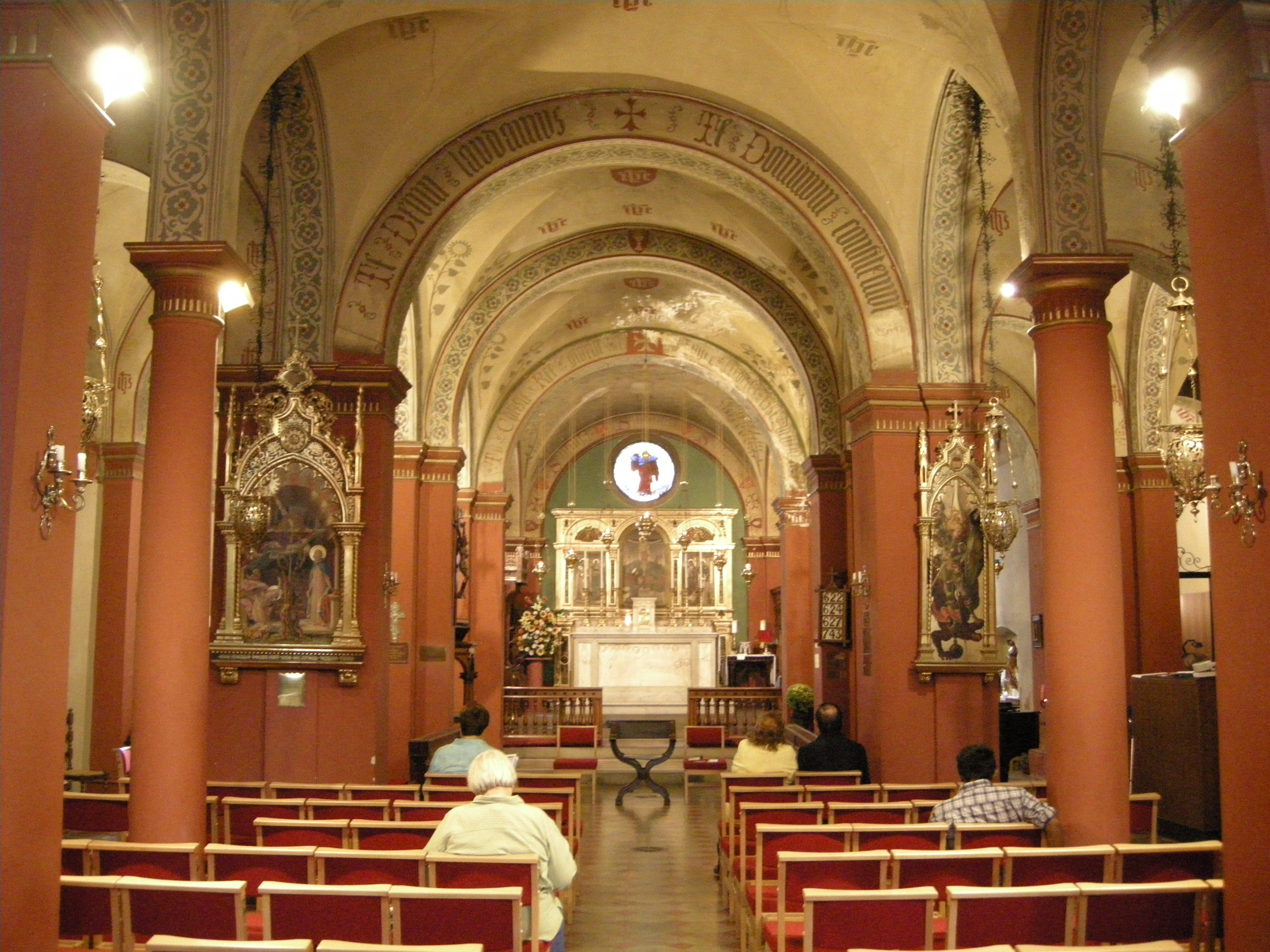
Interno

Nel 1880 si trasferirono qui e già nel 1881 venne celebrata la prima messa nella chiesa ricavata al piano terreno, con annessi, ai piani superiori, la residenza del cappellano e dei suoi collaboratori, il tutto su progetto dello stesso Tooth, fortemente orientato, anche per quanto riguarda gli interni, a ricreare uno spazio basato sulla rilettura di modelli rinascimentali legati alla tradizione locale, e questo nonostante l'affezione ai dettami dello stile gotico propria della cultura inglese del tempo. In questa fase le decorazioni murali, gli arredi lignei, le pitture e gli altri elementi d'arredo funzionali alla definizione di tale dimensione, furono realizzati con il concorso di figure di primo piano quali George Frederick Bodley e John Roddam Spencer Stanhope. 

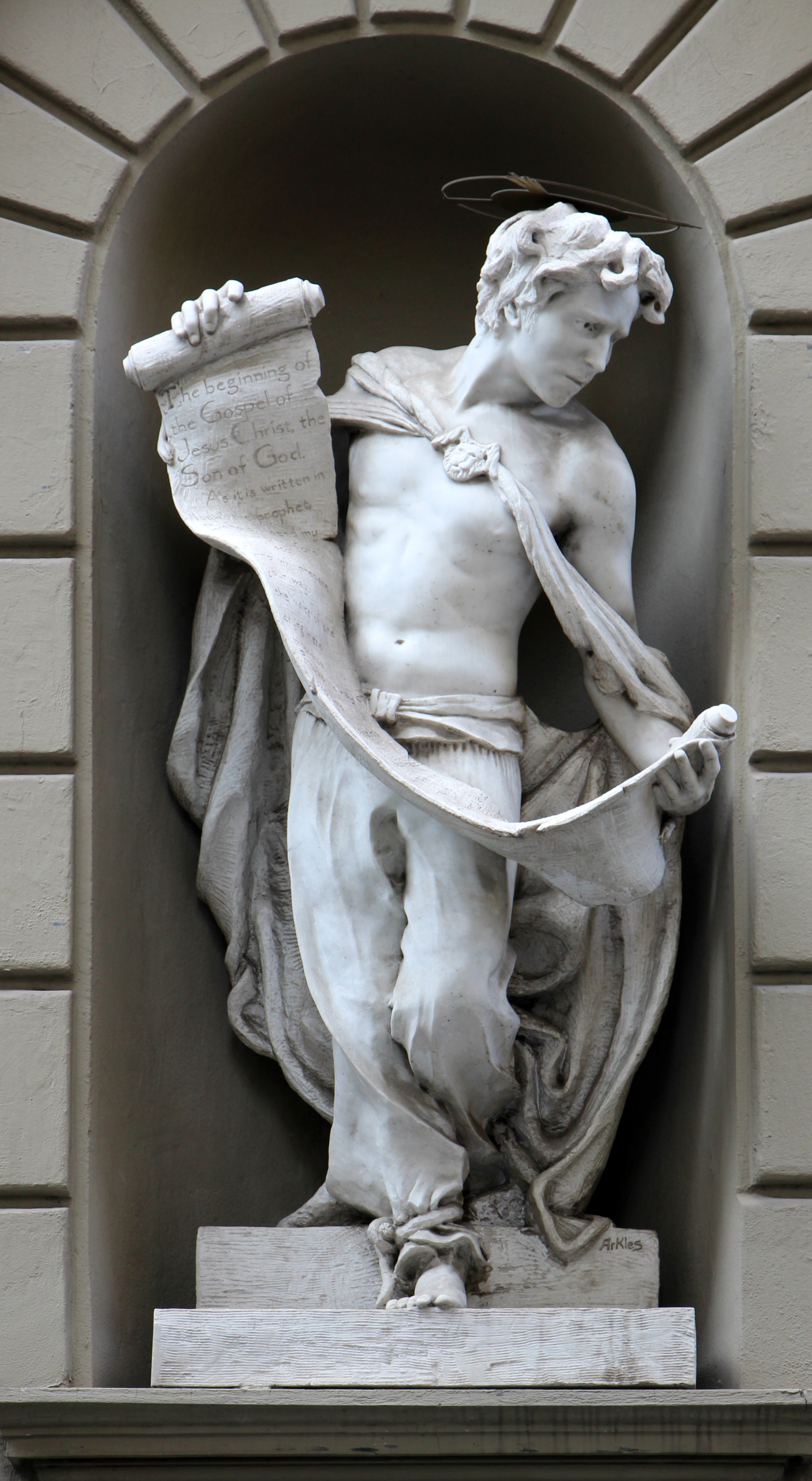
Statua di San Marco sulla facciata

Cresciuta la comunità e verificata l'esiguità degli spazi disponibili, nel 1906 venne acquisito tramite una donazione l'attiguo edificio al numero 16, costituito da una tipica casa a schiera di origine medievale. Nei cinque anni seguenti fu attivo un ampio cantiere per la ridistribuzione degli interni e entro il 1908 fu definito il nuovo fronte: alle trifore già esistenti e corrispondenti alla chiesa furono affiancati, a destra, due portali con accesso al nuovo vestibolo, con una nicchia posta al centro, evidentemente pensata per accogliere una scultura ma rimasta vuota fino a pochi anni or sono anche in ragione di una vecchia legge toscana che vietava il "proselitismo protestante".
Danneggiata dall'alluvione del 1966 la chiesa è stata successivamente restaurata, purtroppo con la scialbatura delle decorazioni parietali del 1880. In occasione di un nuovo intervento alla facciata, nel 2008, è stata inserita nella nicchia una statua in marmo raffigurante San Marco, opera dello scultore Jasons Arkles (svelata e consacrata il 13 aprile di quell'anno).
La chiesa è utilizzata anche per concerti di musica classica e lirica.